# دينيس شميت
دينيس شميت (بالألمانية: Dennis Schmidt)‏ (و. 1988  م) هو لاعب كرة قدم، من ألمانيا، ولد في فرملزكيرشن، يلعب كمهاجم.

## روابط خارجية
- دينيس شميت على موقع إي إس بي إن إف سي (الإنجليزية)
- دينيس شميت على موقع قاعدة بيانات كرة القدم.إي يو (الإنجليزية)
- دينيس شميت على موقع بيانات كرة القدم. دي إي (الألمانية)
- دينيس شميت على موقع عالم كرة القدم.نت (الإنجليزية)